# Karl Friedrich Griesheim
Karl Friedrich Griesheim – pułkownik holenderski i dyplomata z XVIII wieku.
Do roku 1794 był holenderskim posłem w Warszawie.